# Лъвино
Лъ̀вино е село в Североизточна България. То се намира в община Исперих, област Разград. До 1934 година името на селото е Арслан.

## История
В местността Чакмаклъка са установени праисторически кариери за добив и обработка на кремък и селищна могила, вероятно контролирища добива на суровината.
В селото преобладават мюсюлманите, като има и малко християни.

## Културни и природни забележителности
Има водоем, който е зарибен с амур, шаран и каракуда.

## Личности
- Али Ибрахимов (1924-2016), български политик